# Edward, 2. Duke of Kent

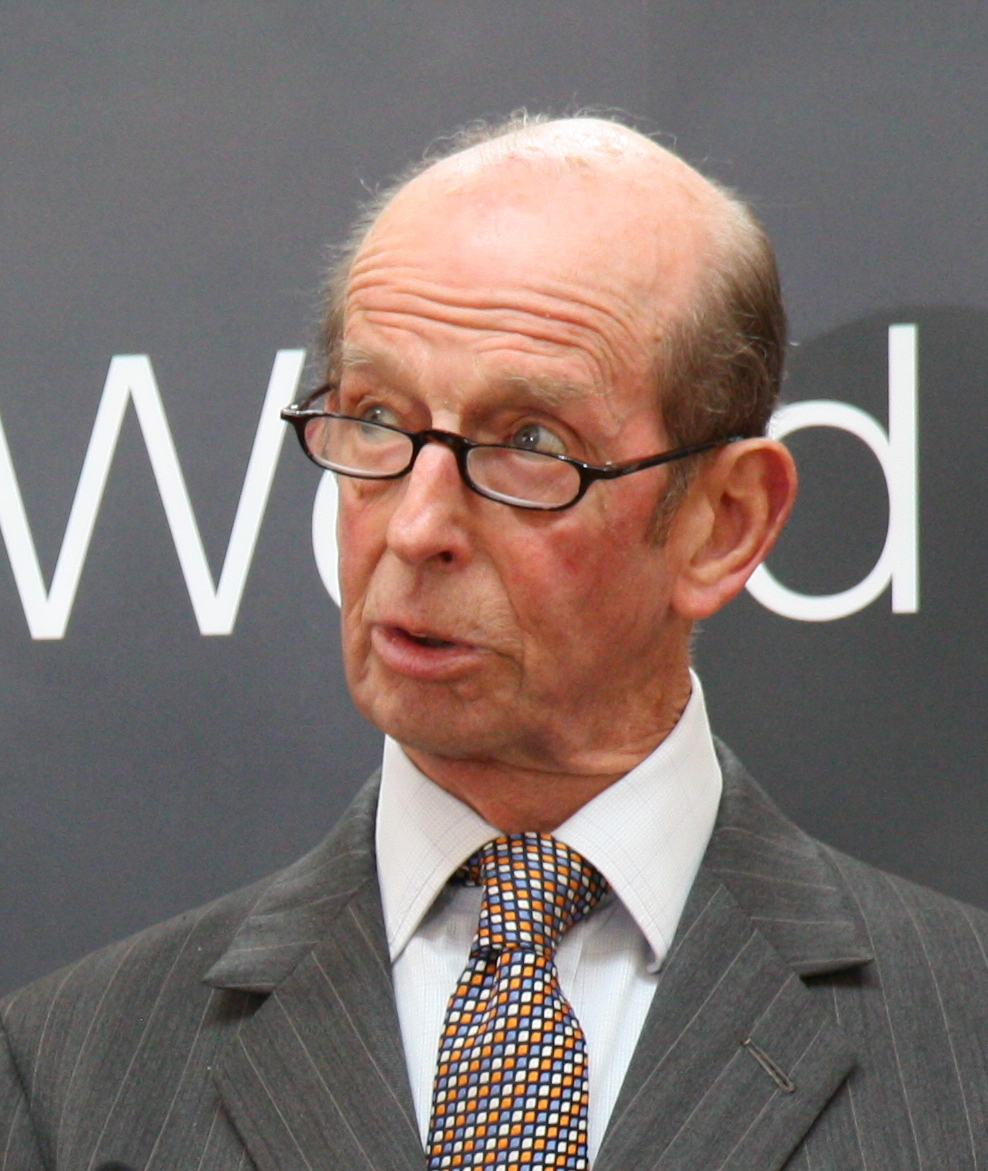
Edward, Duke of Kent (2014)

HRH Prince Edward George Nicholas Paul Patrick, 2. Duke of Kent, KG, GCMG, GCVO (* 9. Oktober 1935 in London, deutsch Eduard, Herzog von Kent) ist der derzeitige Duke of Kent und als Enkel von König George V. ein Mitglied des britischen Königshauses. Er ist ein Onkel 2. Grades von König Charles III.
Seit dem Tod seiner Cousine, Königin Elisabeth II., ist er das älteste lebende Mitglied des britischen Königshauses.

## Leben

### Kindheit und Ausbildung
Edward wurde 1935 als erstes Kind von Prinz George, 1. Duke of Kent, und dessen Ehefrau, der Prinzessin Marina von Griechenland und Dänemark, geboren. Sein Vater war der vierte Sohn von König Georg V. und Königin Mary. Seine Mutter war die Tochter von Prinz Nikolaus von Griechenland und Enkelin von König Georg I. von Griechenland. Edward führte die Titulatur Prince Edward of Kent und erbte beim Tod seines Vaters bei einem Flugzeugabsturz 1942 als Erstgeborener dessen Adelstitel als 2. Duke of Kent, 2. Earl of St. Andrews und 2. Baron Downpatrick. Seine jüngeren Geschwister sind Princess Alexandra (* 1936) und Prince Michael of Kent (* 1942). 1952, im Alter von 16 Jahren absolvierte er beim Begräbnis seines Onkels Georg VI. seinen ersten öffentlichen Auftritt als Duke of Kent. Er lief im Trauerzug gemeinsam mit seinen zwei Onkel, dem Duke of Gloucester und dem Duke of Windsor, sowie seinem Cousin, dem Duke of Edinburgh, hinter dem Sarg des verstorbenen Königs. 1953 nahm er als einer der drei anwesenden Royal Dukes an der Krönung von Elisabeth II. teil, er war der Dritte nach seinem Cousin und seinem Onkel, der den Lehnseid am Thron zu leisten hatte.
Der Duke besuchte das Eton College und das Institut Le Rosey in Rolle VD/Gstaad (Schweiz), bevor er zu einer Kadettenausbildung an die Königliche Militärakademie Sandhurst wechselte. Nach seinem Abschluss in Sandhurst wurde er als Second Lieutenant der Royal Scots Greys in die British Army aufgenommen. Seine militärische Laufbahn erstreckt sich über 21 Jahre. 1976 nahm er im Range eines Lieutenant-Colonel seinen Abschied. Ehrenhalber wurde er 1983 zum Major-General und 1993 zum Field Marshal befördert.

### Ehe und Familie

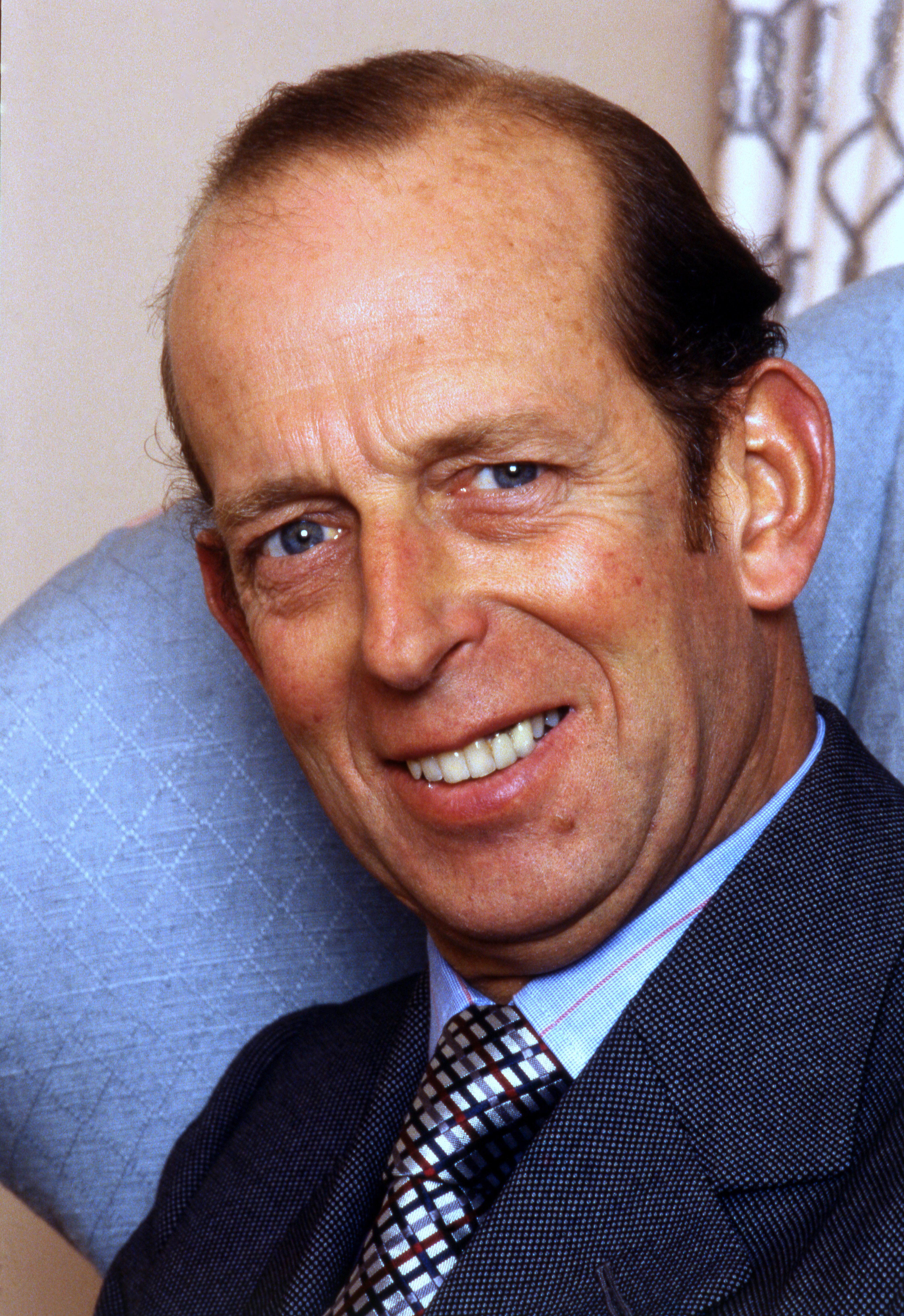
Edward, Duke of Kent 1989

Am 8. Juni 1961 heiratete er Katharine Worsley, Tochter des Sir William Arthrington Worsley, 4. Baronet, die er während seiner Stationierung in Catterick kennengelernt hatte. Obwohl die Duchess 1994 zum katholischen Glauben konvertierte, verlor der Duke seinen Platz in der Liste der Thronfolger nicht, da der Act of Settlement von 1701 einen solchen Verlust nur bei Heirat mit Katholiken vorsieht, nicht aber bei späterer Konversion des Ehepartners. Zum Zeitpunkt der Eheschließung gehörte Katharine Worsley noch der anglikanischen Kirche an. Die offizielle Residenz des Duke und seiner Frau ist Wren House auf dem Gelände des Kensington Palace in London. Allerdings gehen die beiden seit den 1980er Jahren privat getrennte Wege, wenngleich sie sich nie offiziell getrennt haben und zu offiziellen Anlässen weiterhin gemeinsam erscheinen. Im Alltag wohnt die Duchess in einer Mietwohnung unweit des Palastes.
Das Paar hat drei Kinder, die keine Repräsentationsaufgaben wahrnehmen:
1. George Philip Nicholas Windsor, Earl of St Andrews (* 26. Juni 1962) ist seit dem 9. Januar 1988 mit Sylvana Palma Tomaselli (* 28. Mai 1957 in Placentia, Kanada), Dozentin für Geschichte an der University of Cambridge, verheiratet. Durch diese Heirat mit einer Katholikin verlor er zunächst seinen Platz in der Thronfolge, erhielt diesen aber am 26. März 2015 zurück, da das Perth Agreement die Disqualifikation aufgrund von Ehen mit Katholiken aufhob. Das Paar hat drei Kinder:
  1. Edward Edmund Maximilian George Windsor, Lord Downpatrick (* 2. Dezember 1988). Da er 2003 zum katholischen Glauben konvertierte, verlor er seinen Platz in der Thronfolge.
  2. Lady Marina-Charlotte Alexandra Katharine Helen Windsor (* 30. September 1992 in Cambridge). Da sie 2008 zum katholischen Glauben konvertierte, verlor sie ihren Platz in der Thronfolge.
  3. Lady Amelia Sophia Theodora Mary Margaret Windsor (* 24. August 1995 in Cambridge). Lady Amelia steht in der Thronfolge hinter ihrem Vater.
2. Lady Helen Marina Lucy Taylor, geborene Windsor (* 28. April 1964 in Coppins House, Iver, Buckinghamshire), Vertreterin für die Modemarke Armani, ist seit dem 18. Juli 1992 mit Timothy Verner Taylor (* 8. August 1963 in Buckland Monachorum, Devon), Kunsthändler, verheiratet. Lady Helen und ihre Kinder stehen in der Thronfolge hinter ihrem Bruder und dessen Tochter Amelia. Das Paar hat vier Kinder:
  1. Columbus George Donald Taylor (* 6. August 1994)
  2. Cassius Edward Taylor (* 26. Dezember 1996)
  3. Eloise Olivia Katherine Taylor (* 2. März 2003)
  4. Estella Olga Elizabeth Taylor (* 21. Dezember 2004)
3. Lord Nicholas Charles Edward Jonathan Windsor (* 25. Juli 1970 in London) verheiratet seit dem 19. Oktober 2006 mit Paola Doimi di Delupis de Frankopan (* 7. August 1969 in London). Da Lord Nicholas 2001 zum katholischen Glauben konvertierte, verlor er seinen Platz in der Thronfolge. Das Paar hat drei Kinder, die ebenfalls katholisch getauft sind:[3]
  1. Albert Louis Philip Edward Windsor (* 22. September 2007 in London).
  2. Leopold Ernest Augustus Guelph Windsor (* 8. September 2009 in London)[4]
  3. Louis Arthur Nicholas Felix Windsor (* 27. Mai 2014)

## Aufgaben
Als Onkel 2. Grades von König Charles III. – sein Vater und der Großvater des Königs waren Brüder – nimmt Edward eine Reihe von Repräsentationspflichten wahr, sowohl als Vertreter des Königs als auch als Repräsentant ausgewählter Organisationen. Er war als Nachfolger seiner Mutter bis 2021 Präsident des All England Lawn Tennis and Croquet Clubs und Schirmherr des Tennisturniers von Wimbledon, wo er den Gewinnern bei der Siegerehrung die Trophäen überreichte. Von 1971 bis 2000 war er außerdem Präsident der Football Association, des englischen Fußballverbandes. Er ist Großmeister der United Grand Lodge of England der Freimaurer. Nach seinem Abschied vom Militär war er Vizepräsident des Wirtschaftsförderungsprogramms British Trade International. Sein Nachfolger auf diesem Posten war Andrew, Duke of York, der zweite Sohn von Königin Elisabeth II. Edward ist weiterhin Schirmherr des Trinity College of Music.
Ab 1956 war Edward ein Staatsrat (englisch Counsellors of State). Als solcher konnte er gewisse Amtsgeschäfte und Hoheitsrechte der Königin durchführen, wenn diese im Ausland weilte oder sonst wie verhindert ist (wie zum Beispiel eine kurzfristige Krankheit). Zwei beliebige Staatsräte können den Sitzungen des Privy Council beiwohnen, staatliche Dokumente unterzeichnen oder die Empfehlungsschreiben neuer Botschafter entgegennehmen. Sein Nachfolger wurde 1965 der Duke of Gloucester.

## Titulatur (Style)

Wappen des Edward, 2. Duke of Kent

- His Royal Highness Prince Edward of Kent (9. Oktober 1935–25. August 1942)
- His Royal Highness The Duke of Kent (seit dem 25. August 1942)

Sein voller Titel seither lautet: Field Marshal His Royal Highness Prince Edward George Nicholas Paul Patrick, Duke of Kent, Earl of Saint Andrews, Baron Downpatrick, Royal Knight of the Most Noble Order of the Garter, Grand Master and First and Principal Knight Grand Cross of the Most Distinguished Order of Saint Michael and Saint George, Knight Grand Cross of the Royal Victorian Order, Aide-de-Camp to His Majesty

## Orden und Ehrenzeichen
| Jahr | Staat                  | Orden/Ehrenzeichen                               | Klasse                                           |
| ---- | ---------------------- | ------------------------------------------------ | ------------------------------------------------ |
| 1937 | Vereinigtes Königreich | King George VI Coronation Medal                  |                                                  |
| 1960 | Vereinigtes Königreich | Royal Victorian Order                            | Knight Grand Cross                               |
| 1953 | Vereinigtes Königreich | Queen Elizabeth II Coronation Medal              |                                                  |
| 1967 | Vereinigtes Königreich | Order of St. Michael and St. George              | Knight Grand Cross                               |
| 1967 | Vereinigtes Königreich | Order of St. Michael and St. George              | Principal                                        |
| 1970 | UNO                    | United Nations Medal for Cyprus                  |                                                  |
| 1977 | Vereinigtes Königreich | Queen Elizabeth II Silver Jubilee Medal          |                                                  |
| 1985 | Vereinigtes Königreich | Hosenbandorden                                   | Royal Knight Companion                           |
| 1997 | Polen                  | Verdienstorden der Republik Polen                | Großkreuz                                        |
| 2000 | Schweden               | Orden Karls XIII.                                | Ritter                                           |
| 2002 | Vereinigtes Königreich | Queen Elizabeth II Golden Jubilee Medal          |                                                  |
| 2005 | Deutschland            | Verdienstorden der Bundesrepublik Deutschland    | Großes Verdienstkreuz mit Stern und Schulterband |
| 2012 | Vereinigtes Königreich | Queen Elizabeth II Diamond Jubilee Medal         |                                                  |
| 2015 | Deutschland            | Sächsischer Verdienstorden                       |                                                  |
| 2022 | Vereinigtes Königreich | Queen Elizabeth II Platinum Jubilee Medal        |                                                  |
| N/A  | Vereinigtes Königreich | Personal Aide-de-camp                            |                                                  |
| N/A  | Griechenland           | Orden des Heiligen Georg und Heiligen Konstantin | 1. Klasse                                        |
| N/A  | Nepal                  | Trishakti-Patta Orden                            | 1. Klasse                                        |
| N/A  | Liberia                | Order of the Star of Africa                      | Knight Grand Band                                |
| N/A  | Jordanien              | Order of the Renaissance                         | Grand Cordon                                     |
| N/A  | Norwegen               | Königlich Norwegischer Orden des heiligen Olav   | Großkreuz                                        |